# 假密果双盖蕨
假密果双盖蕨（学名：Diplazium multicaudatum）也称假密果短肠蕨，为蹄盖蕨科双盖蕨属下的一个种。